# Happee, hoitoo ja empatiaa
Happee, hoitoo ja empatiaa è il secondo singolo estratto dal secondo album della cantante finlandese Kristiina Brask chiamato Kuivilla susta. È stato pubblicato nell'ottobre 2009.